# Sonata per a flauta i piano (Prokófiev)
La sonata per a flauta en Re Major, Op. 94, va ser escrita i completada a l'estiu de 1943 per Sergei Prokofiev, a la vegada que el compositor estava treballant en la banda sonora d'Ivan el terrible. L'obra va ser interpretada per primera vegada a Moscou, Rússia, el 7 de desembre de 1943 per Nikolai Kharkovski (flauta) i Sviatoslav Richter (piano). Posteriorment, l'any 1944, Prokófiev va transcriure l'obra per a violí amb l'ajuda del violinista David Oistrakh. La versió de violí va ser interpretada per primera vegada per David Óistrakh (violí) i Lev Oborin (piano) el 17 de juny del 1944.